# Алонсо, Мариано Роке
Мариа́но Ро́ке Ало́нсо Роме́ро (исп. Mariano Roque Alonso Romero; 16 августа 1791 — 7 августа 1853) — парагвайский военный и политический деятель.
Будучи главнокомандующим армией Парагвая, 9 февраля 1841 года возглавил Временную хунту, правившую страной после кончины Верховного пожизненного диктатора Хосе Гаспара Родригеса де Франсии. 14 марта 1841 года Алонсо Ромеро и племянник Франсии Карлос Антонио Лопес были избраны на три года консулами страны совместно. После истечения полномочий консулов 13 марта 1844 года Лопес провозгласил себя первым президентом Парагвая с диктаторскими полномочиями. Алонсо Ромеро после этого удалился из политической жизни.
В честь Алонсо назван один из городов в Центральном департаменте Парагвая.